# Tőkés László
Tőkés László (Kolozsvár, 1952. április 1. –) református lelkész, az 1989-es romániai forradalom meghatározó alakja, 1990-től 2009-ig a Királyhágómelléki Református Egyházkerület püspöke. 2007-től 2019-ig európai parlamenti (EP) képviselő, 2010–2011-ben az EP egyik alelnöke volt. Alapításától, 2003-tól az Erdélyi Magyar Nemzeti Tanács (EMNT), 2004-től a Kárpát-medencei Magyar Autonómiatanács (KMAT) és 2000-től a Pro Universitate Partium Alapítvány (PUPA) kuratóriumának elnöke.

## Élete
Tőkés József református esperes unokája, apja Tőkés István református lelkész, anyja Vass Erzsébet.
1971-ben érettségizett a kolozsvári 11-es sz. középiskolában.
Egyetemi tanulmányait a Kolozsvári Protestáns Teológiai Intézetben végezte 1971–1975 között. Ezután 1984-ig Brassóban, majd Désen volt református segédlelkész. Az állami és egyházi hatóságokkal szembeni ellenállása, egyházi és kisebbségi természetű kritikai munkássága miatt törvénytelenül kizárták a lelkipásztorok köréből. 1984–1986 között 25 hónapig munkanélküli volt.
1986-ban Temesváron lett segédlelkész, majd rendes lelkész. 1988–89-ben az egyházi állapotokat és a romániai falurombolást bíráló megnyilatkozásaiért folyamatosan zaklatták. 1989-ben az állami és egyházi hatóságok pert indítottak ellene, megfosztották szószékétől, és a szilágysági Menyő községbe száműzték. Tőkés nem engedelmeskedett a felsőbb utasításnak, ellenállását a presbitérium támogatta. A hatalmi akarattal való szembeszegülés vezetett a temesvári népfelkeléshez.
1990-ben, a forradalom után rövid ideig a Nemzeti Megmentési Front Tanácsának tagja volt. A tagságról később lemondott, többek között a marosvásárhelyi fekete március következtében is.
Ugyanebben az évben megválasztották a Királyhágómelléki református egyházkerület püspökévé, valamint a Romániai Református Egyház Zsinatának társelnöke lett. 1990 februárjától 2003 januárjáig a Romániai Magyar Demokrata Szövetség (RMDSZ) tiszteletbeli elnöke volt; 1996-ban a Magyarok Világszövetsége tiszteletbeli elnökévé választották.
1999-ben kezdeményező alapítója a Partiumi Keresztény Egyetemnek, amelynek elnöki tisztét töltötte be, 2000-től az egyetemet fenntartó Por Universitate Partium Alapítvány (PUPA) elnöke mindmáig. 2003-tól az Erdélyi Magyar Nemzeti Tanács elnöke, 2004-től a Kárpát-medencei Magyar Autonómiatanács elnöke.

## Szerepe az 1989-es romániai forradalomban
A temesvári református templom falán lévő két táblán két módon írva egyazon dátum szerepel: „1989 XII 15” és „15 XII 1989”, s négy nyelven adja hírül a világnak a hely s a nap történelmi jelentőségét. A magyar nyelvű szöveg a következő: „Innen indult a diktatúrát megdöntő forradalom.”
1989. december 15-én a román titkosrendőrség, a Securitate emberei kivonultak, hogy Tőkést – a hatóságokkal együttműködő akkori nagyváradi református püspök beleegyezésével – egy szilágysági kis faluba deportálják, de egyházának tagjai – és számos román anyanyelvű szimpatizáns – körbeállták a lelkészi hivatalt és házat, elodázva a hatóságok fellépését.
A Tőkés László melletti kiállás december 16-án kapott rendszerellenes jelleget, amikor a tiltakozók egy része átvonult a közeli Mária térre, négy férfi leállította a villamosokat, egyikük a villamos ütközőjéről bíztatta az egyre duzzadó tömeget újabb és újabb kommunista-ellenes jelszavak skandálására. Miután a tömeg elindult megostromolni a pártházat, a parókia őrizetlenül maradt, a karhatalom emberei betörtek a templomba, Tőkés Lászlót és áldott állapotban levő feleségét megverték és Menyőbe szállították.
December 17-én a sorkatonaság tűzparancsot kapott, amit végre is hajtott, több, mint 100 ártatlan, fegyvertelen ember esett áldozatul a megtorlásnak.
December 20-án a katonaság megtagadta a fegyvertelen emberek további mészárlását, Temesvár főterén több tízezer ember éltette a szabadságot.
December 21-én több erdélyi városban és Bukarestben is tömegek vonultak ki Nicolae Ceaușescu ellen tüntetni.
December 22-én a diktátor és felesége elmenekült, de elfogták mindkettőjüket, december 25-én pedig rögtönítélő bíróság elé állították és kivégezték őket. A hatalmat december 22-én a részben közismert ellenállókból, részben addig mellőzött kommunistákból álló Nemzeti Megmentési Front vette át.

## 1989 után
1990-ben az ideiglenes Nemzeti Megmentési Front tagja, 1990–2003 között az RMDSZ tiszteletbeli elnöke, 1990-től a Királyhágómelléki református egyházkerület püspöke, 1991-től a Partiumi Közlöny szerkesztőbizottságának elnöke, a romániai Református Egyház Zsinatának társelnöke; 1992-től az Európai Tiszteletbeli Szenátus tagja, a Magyarok Világszövetsége és a Magyar Reformátusok Világszövetsége elnökségi tagja volt. A Johannita Lovagrend tagja; 2004-től az Erdélyi Magyar Nemzeti Tanács elnöke, 2007-től az Európai Parlament képviselője.

## Politikai szerepvállalása

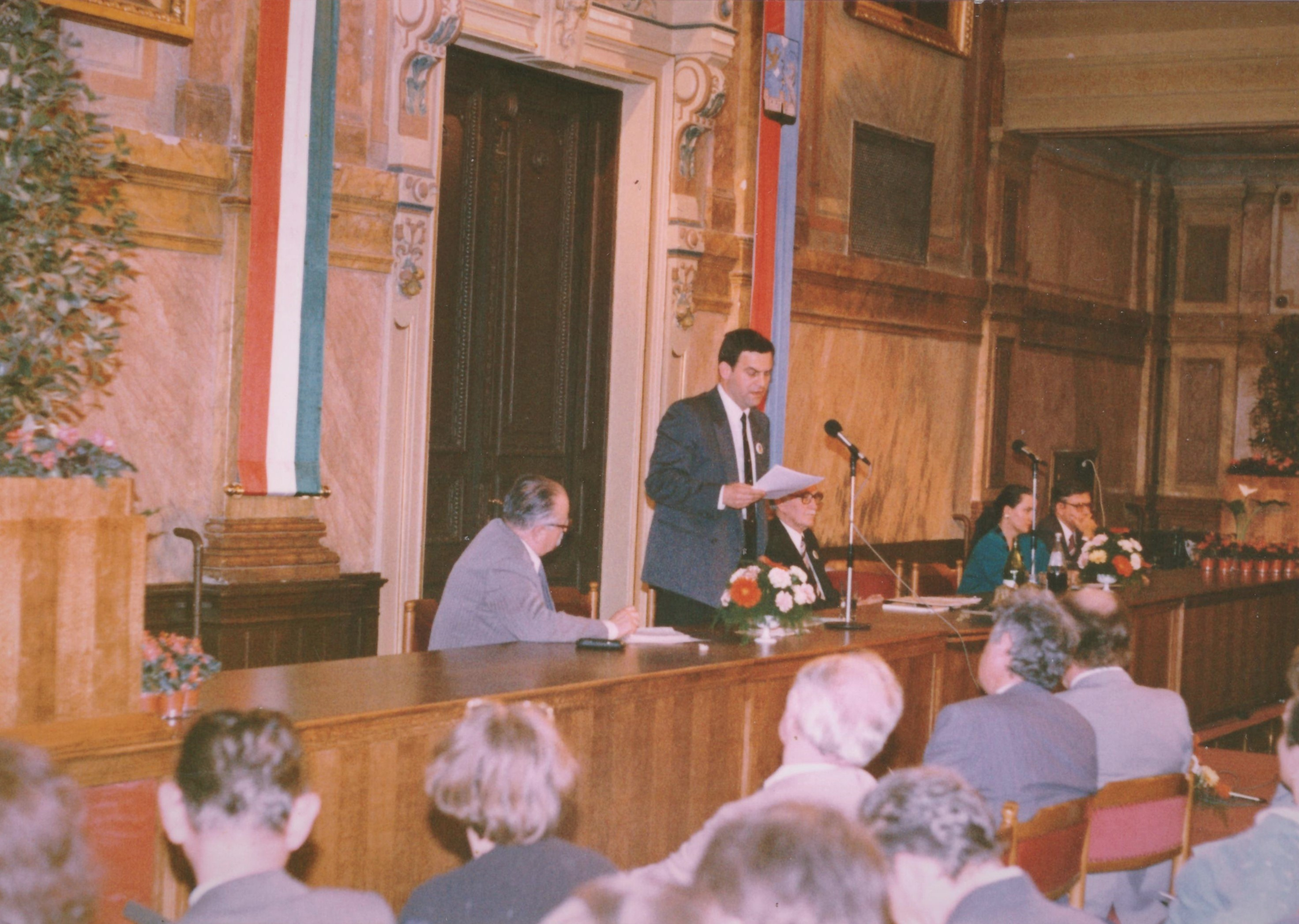
Tőkés László az Erdély jelene és jövője konferencián 1993-ban

Tőkést az 1989-ben megalakult RMDSZ tiszteletbeli elnökévé választották a forradalmat követően. Az 1990-es évek elején a román hatalom komoly erőfeszítéseket tett lejáratására, népszerűségének letörésére.
A kilencvenes évek elején az amerikai Project on Ethnic Relations (PER) szervezet a Fekete-tenger partján fekvő Neptun üdülőhelyen titkos találkozót szervezett a romániai magyarság és a román hatalom képviselői között. Az RMDSZ részéről Borbély László, Frunda György és Tokay György jelentek meg (felhatalmazás nélkül), és tárgyaltak, majd titkos megállapodást kötöttek. Tőkés László ez ellen tiltakozott.
A 20. század utolsó évtizedében sokszor felemelte a hangját a forradalom alatt történtek kivizsgálása érdekében.
Megalapította a Partiumi Keresztény Egyetemet, amely akkoriban az egyedüli magyar felsőoktatási intézmény volt Erdélyben (s amely nemcsak vallásoktatókat, hanem közgazdászokat, nyelvtanárokat is képez). 1996-ban tiltakozott az RMDSZ kormánykoalícióban való részvétele ellen. A 2000-es romániai parlamenti választások előtt arra szólította fel a magyarságot, hogy ne szavazzon az RMDSZ-re.
2002-ben beperelte az RMDSZ-t a bukaresti bíróságon, mert annak vezetősége és miniparlamentje a kongresszus korábbi elhatározását figyelmen kívül hagyva, elszabotálta a(z erdélyi magyar) belső választások kiírását. A kereset eredménytelen maradt.[forrás?]
2003-ban az RMDSZ szatmárnémeti kongresszusán a szövetség a tiszteletbeli elnöki tisztség eltörlése mellett döntött. Tőkes ezután megszervezte az Erdélyi Magyar Nemzeti Tanácsot (EMNT), amely a különböző autonómiaformák elérését tűzte ki céljául, és meghívta az RMDSZ-t mint a politikum képviselőjét, hogy a civil szervezetekkel és egyházakkal együtt vegyen részt a Nemzeti Tanács munkájában.
Később a Kárpát-medencei Magyar Autonómia Tanács szervezésében, munkájában is részt vett.
2004-ben harmadik, és egyben utolsó püspöki mandátumát nyerte el, újabb hat évre. Az év őszén mint az EMNT elnöke közvetíteni próbált az RMDSZ és az erdélyi Magyar Polgári Párt között, a parlamenti választás előtti kiegyezés érdekében.

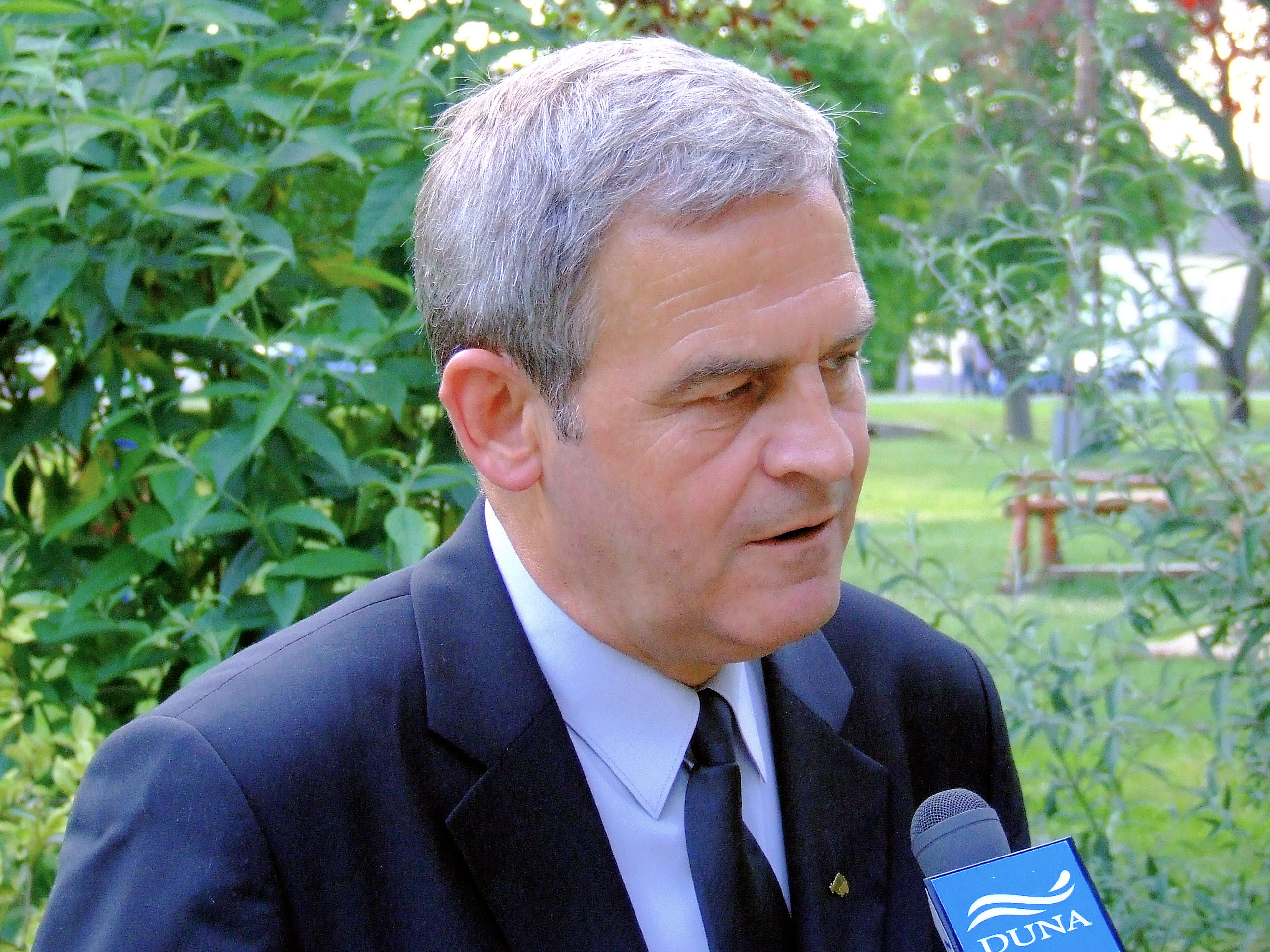
2007-ben

2007-ben a romániai EP-választások során a szavazatok 3,44%-át szerezte meg, ezzel bejutott az Európai Parlamentbe. Az Európai Néppárthoz való csatlakozását a szintén néppárti PD-L-es román és az RMDSZ-es képviselők azonban megakadályozták, így végül az Európai Zöldekkel együttműködő Európai Szabad Szövetség (EFA) nevű csoportba lépett be, és az Európai Zöldek – Európai Szabad Szövetség frakció tagja lett.
2008-ban szintén megpróbált közvetíteni a Magyar Polgári Szövetség mellett közben megalakult Magyar Polgári Párt és az RMDSZ között, hogy a magyarságnak egységes, erős képviselete lehessen a román parlamentben, ismét sikertelenül.
A 2009-es romániai EP-választásokon megint mandátumot szerzett, ezúttal mint az EMNT és az RMDSZ közös jelöltje. Ezután az Európai Néppárt frakciójának tagja lett. 2010 júniusában az EP-alelnöki posztjáról leköszönő Schmitt Pál utódjául jelölte a Fidesz, majd az Európai Néppárt frakciója meg is választotta.
2010 októberében egy új romániai magyar párt megalapításának ötletét vetette fel. Az Erdélyi Magyar Néppárt (EMNP) 2012 februárjában tartotta első küldöttgyűlését, ahol Toró T. Tibort választották meg elnöknek.

## Egyéb
Tőkés László nevét viseli a Tőkés László Alapítvány, amely a Tőkés László-díjat ítéli oda.
2011. január 24-én, a debreceni okmányirodában Máté fia, és Toró T. Tibor társaságában beadta magyar állampolgárságra vonatkozó kérelmét.
2012-ben Andrassew Iván Ne vígy minket a kísértésbe című kötetében hiteles archív levelezések nyilvánosságra hozatalával a Tőkés Lászlóról kialakult addigi lelkészi, politikai kép újrarajzolására tett kísérletet.

## Díjak, elismerések[18]
- Berzsenyi-díj (Magyarország, 1989)

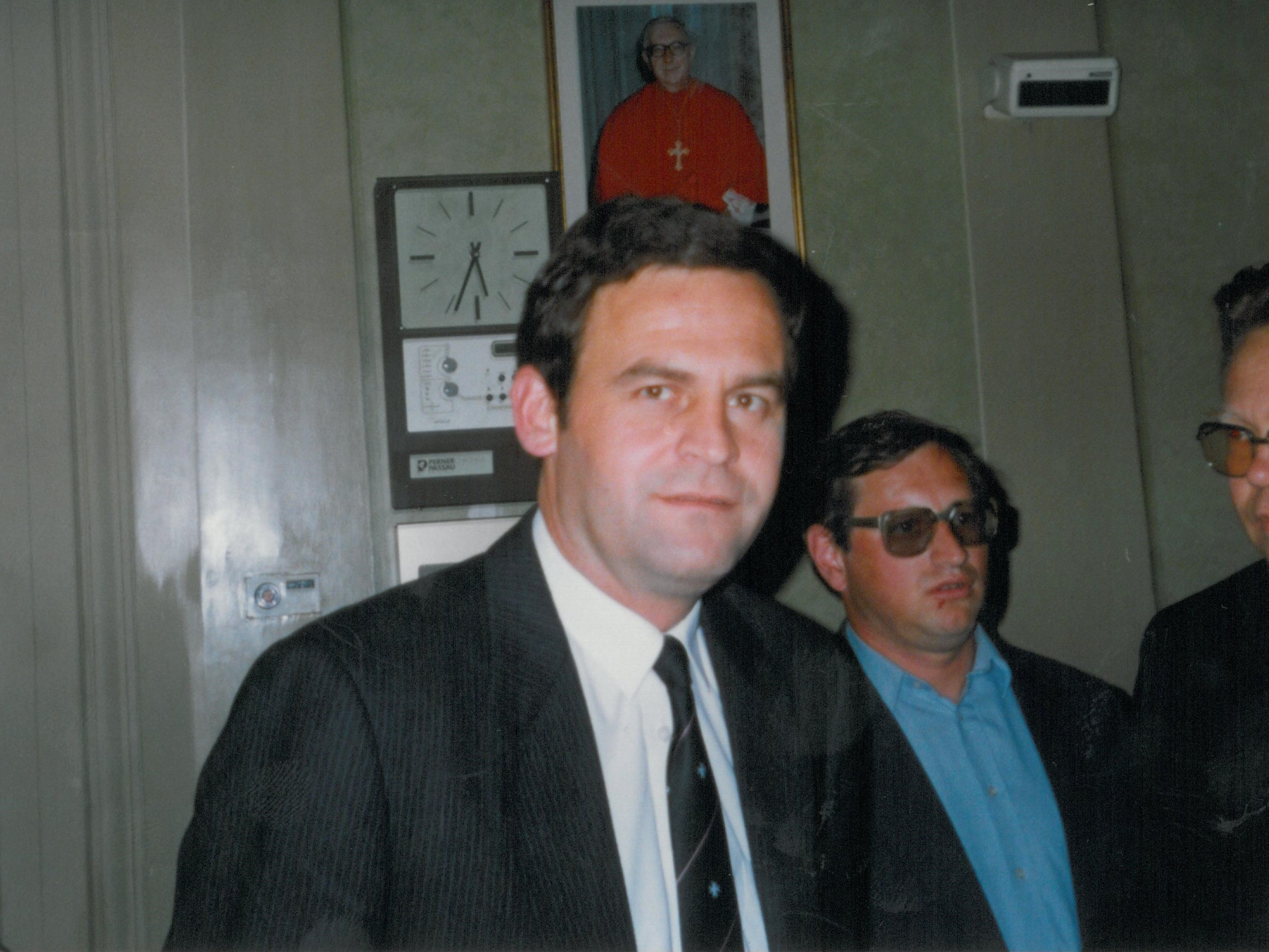
1991. szeptember 21-én a Szent István-bazilika sekrestyéjében

- Bethlen Gábor-díj (Magyarország, 1989)[19]
- Roosevelt-díj (Hollandia, 1990)
- a Regent University díszdoktora (Virginia Beach, Amerikai Egyesült Államok, 1991)
- a debreceni Református Teológiai Akadémia díszdoktora (1990)
- a Hope College díszdoktora (Holland, Michigan, USA, 1991)
- Geuzenpenning-díj (Hollandia, 1991)
- az Európai Tiszteletbeli Szenátus tagja (1992)
- a Johannita Lovagrend tagja (1993)
- Pro Fide-díj (Finnország, 1993)
- Bocskay-díj (Magyarország, 1995)
- Magyar Örökség díj (Magyarország, 1996)
- a katalóniai CIEMEN-központ kisebbségi díja (Barcelona, Spanyolország, 1996)
- Leopold Kunschak-nagydíj Ausztria, 1998)
- Hűség-díj (Magyarország, 1999)
- A Magyar Köztársasági Érdemrend nagykeresztje (Magyarország, 1999)
- Sárospatak, Székelyudvarhely, Budapest V. kerülete, Budapest XI. kerülete, Szék díszpolgára
- Szent István-díj (Magyarország, 2003)
- Truman–Reagan-szabadságérem (Washington, Amerikai Egyesült Államok, 2009)
- Petőfi-díj (Magyarország, 2009)
- Bocskai István-díj (Debrecen, Magyarország, 2009)
- Robert Schuman-díj – Európai Néppárt (Strasbourg, 2009)
- Románia Csillaga érdemrend, lovagi fokozat (Románia, 2009, visszavonva: 2016[20])
- Magyar Becsület Rend (2016)[21]
- Zajzoni Rab István-díj (Brassó, 2021)[22]

## Művei
- Zur Winterzeit der Welt (társszerző, Berlin, 1980)
- With God, for the people. The autobiography of Laszlo Tokes; as told to David Porter; Hodder & Stoughton, London, 1990
- Temesvár ostroma 1989; Hungamer, Bp., 1990 (naplójegyzetek, levelek, dokumentumok)
- "Ahol az Úrnak lelke, ott a szabadság". Válogatás Tőkés László igehirdetéseiből, 1986–1990; Református Zsinati Iroda, Bp., 1990
- Istennel a népért. Tőkés László életútja ahogyan David Porternek elmondta; angolból ford. Főgler Klára; Aranyhíd, Bp., 1991
- „Ideje van a szólásnak” (válogatott írások, Nagyvárad, 1993)
- Egy kifejezés és ami mögötte van / What's behind a statement; Balaton Akadémia, Vörösberény, 1993 (Balaton Akadémia könyvek)
- Temesvár szellemében. Ökumenia és megbékélés (Nagyvárad, 1996)
- Temesvári memento (Kolozsvár, 1999)
- Asediul Timişoarei (Temesvár ostroma); románra ford. Gelu Pateanu; Ed. de Eparhia Reform. de pe lângă Piatra Craiului, s.l., 1999
- Remény és valóság. Egyház- és kisebbségpolitikai írások, 1989–1999; szerk. Barabás Zoltán; Királyhágómelléki Református Egyházkerület, Oradea, 1999
- Rádióba mondom. Rádiós igehirdetések, igei alapú beszédek (2001-2003); Királyhágómelléki Református Egyházkerület, Nagyvárad, 2003
- Remény és valóság. Összegyűjtött írások; új, jelentősen bőv. kiad.; Mundus, Bp., 2006 (Protestáns művelődés Magyarországon)
- Hit és nemzet. Tőkés László breviáriuma. Ady Endre verseivel; vál., szerk. Jánosi Zoltán, vál., összeáll. Farkas Ernő; Magyar Napló, Bp., 2017

## Magánélete
Felesége, akivel az üldöztetést végigszenvedte, Joó Edit volt, akitől 2011 februárjában elvált. Két fiuk (Máté és Márton) és egy lányuk (Ilona) van. 2013-ban feleségül vette Lévay Tündét (1982), 2014-ben gyermekük született.